# دقة-محددة
دقة-محددة (بالإنجليزية: Kernel-based mode-setting) (وتُختصر KMS) هي عملية لإدارة أوضاع عرض الشاشة وعمق دقة الألوان لبطاقة الرسومات من قبل نواة لينكس. وجدت هه الخاصية في نواة لينكس منذ الإصدار 2.6.291 الذي كان في البداية متوافق فقط مع معمارية إنتل، واستخدم ليشمل أبنية أخرى (مثل معالجات إيه تي أي ريدون في نواة لينكس رقم 2.6.312).
مراجع